# Бремер, Вяйнё
Вяйнё Элиас Бремер (24 апреля 1899 — 23 декабря 1964) — финский лётчик и спортсмен, участник летних и зимних Олимпийских игр 1924 года.

## Биография
Он участвовал в зимних Олимпийских играх 1924 года в составе финской команды, завоевал серебро в соревновании военных патрулей. На Олимпийских играх в Париже летом 1924 года он участвовал в современном пятиборье, заняв девятое место.
Бремер служил в ВВС Финляндии офицером и был командиром лётно-технической группы в 1920-х годах. В 1928 году он получил статую Хармона, которую ежегодно вручают в награду финским лётчикам. В 1931 году Бремер облетел Европу, в 1932 году преодолел путь из Хельсинки в Кейптаун и обратно. В 1933 году он хотел сделать кругосветный перелёт, но СССР отказал в разрешении на полёты над своей территорией. Он планировал добраться в Америку со стороны Аляски. В итоге он добрался на корабле из Японии в Калифорнию. Пересечение Атлантики также произошло на корабле, поскольку его Junkers A50 не мог пролететь через Исландию в материковую Европу. В США Бремер встретил итальянского пилота-рекордсмена генерала Итало Бальбо. Перелёт Бремера в Азию, который начался 11 мая и закончился 13 августа 1933 года, повысил авторитет Финляндии в мире. Полеты выполнялись на самолете Junkers A50, который выставлен в здании аэропорта Хельсинки-Вантаа.
Вяйнё Бремер погиб в канун Рождества 1964 года в авиакатастрофе в Кераве, он пилотировал самолёт Beechcraft Baron. Бремер приближался к аэропорту Сеутула в тёмную и плохую погоду, он совершил две попытки приземления, одна из которых закончилась тем, что самолёт врезался в лес у Аликеравы, в результате чего Бремер и пассажир на борту погибли. Исследования определили, что причиной аварии был ограниченный опыт Бремера в полётах по приборам. Он похоронен на кладбище Хонканумми.
Сын, Вяйнё Бремера, Карл-Отто Бремер, стал автомобилистом, а племянник Клаус Бремер — журналист, предприниматель и депутат парламента.